# Nomia austrovagans
Nomia austrovagans är en biart som beskrevs av Cockerell 1905. Nomia austrovagans ingår i släktet Nomia och familjen vägbin. Inga underarter finns listade i Catalogue of Life.